# Eleições gerais no Brasil em 1982
Em 15 de novembro de 1982 o eleitorado brasileiro foi chamado a eleger os governadores que administrariam seus estados pelo interregno temporal de quatro anos, a contar de 15 de março de 1983, num pleito que envolveu 58.616.588 eleitores, sendo a primeira eleição direta para governador de estado desde os anos 1960. Neste pleito valeu o "voto vinculado": o eleitor teria que escolher candidatos de um mesmo partido para todos os cargos em disputa, sob pena de anular seu voto. No cômputo geral os resultados auferidos pelo governo (PDS) foram similares aos quatro partidos de oposição (PMDB, PDT, PTB, PT) e tal equilíbrio influiu na composição do Colégio Eleitoral em 1985.
O pleito foi regido pela Lei nº 6.978 de 19 de janeiro de 1982 e pela Lei nº 7.015 de 7 de julho de 1982, dentre outras.

## Governadores eleitos
Em razão do voto vinculado tanto o governador quanto o vice-governador eram filiados a um mesmo partido. Nesta relação consta a legenda a que ambos pertenciam no momento da eleição, ignorando mudanças posteriores. Todavia, na mais relevante alteração do quadro partidário de então, sete dos governadores do Nordeste (Maranhão, Piauí, Rio Grande do Norte, Paraíba, Pernambuco, Alagoas e Sergipe) deixaram o PDS e ingressaram no PFL em 1985. Na Bahia o governador permaneceu no PDS e no Ceará o mandatário foi para o PMDB.
O Território Federal de Rondônia, elevado à categoria de 23º estado brasileiro mediante a Lei Complementar nº 41 de 22 de dezembro de 1981, não conseguiu eleger seu governador pelo voto direto por força de um casuísmo, assim foi mantido no cargo o coronel do Exército Jorge Teixeira.
| Estado              | Governador Eleito    | Partido | Vice-governador          | Detalhes |
| ------------------- | -------------------- | ------- | ------------------------ | -------- |
| Acre                | Nabor Júnior         | PMDB    | Iolanda Fleming          | AC 1982  |
| Alagoas             | Divaldo Suruagy      | PDS     | José Tavares             | AL 1982  |
| Amazonas            | Gilberto Mestrinho   | PMDB    | Manoel Ribeiro           | AM 1982  |
| Bahia               | João Durval Carneiro | PDS     | Edvaldo Flores           | BA 1982  |
| Ceará               | Gonzaga Mota         | PDS     | Adauto Bezerra           | CE 1982  |
| Espírito Santo      | Gerson Camata        | PMDB    | José Moraes              | ES 1982  |
| Goiás               | Iris Rezende         | PMDB    | Onofre Quinan            | GO 1982  |
| Maranhão            | Luís Rocha           | PDS     | João Rodolfo             | MA 1982  |
| Mato Grosso         | Júlio Campos         | PDS     | Wilmar Peres             | MT 1982  |
| Mato Grosso do Sul  | Wilson Martins       | PMDB    | Ramez Tebet              | MS 1982  |
| Minas Gerais        | Tancredo Neves       | PMDB    | Hélio Garcia             | MG 1982  |
| Pará                | Jader Barbalho       | PMDB    | Laércio Franco           | PA 1982  |
| Paraíba             | Wilson Braga         | PDS     | Silva Júnior             | PB 1982  |
| Paraná              | José Richa           | PMDB    | Ferraz de Campos         | PR 1982  |
| Pernambuco          | Roberto Magalhães    | PDS     | Gustavo Krause           | PE 1982  |
| Piauí               | Hugo Napoleão        | PDS     | Bona Medeiros            | PI 1982  |
| Rio de Janeiro      | Leonel Brizola       | PDT     | Darcy Ribeiro            | RJ 1982  |
| Rio Grande do Norte | José Agripino Maia   | PDS     | Radir Pereira de Araújo  | RN 1982  |
| Rio Grande do Sul   | Jair Soares          | PDS     | Cláudio Strassburger     | RS 1982  |
| Santa Catarina      | Esperidião Amin      | PDS     | Victor Fontana           | SC 1982  |
| São Paulo           | Franco Montoro       | PMDB    | Orestes Quércia          | SP 1982  |
| Sergipe             | João Alves Filho     | PDS     | Antônio Carlos Valadares | SE 1982  |

## Senadores eleitos
Em razão do voto vinculado os senadores e seus suplentes eram filiados a um mesmo partido. Nesta relação consta a legenda a que ambos pertenciam no momento da eleição.
Rondônia foi convertida no 23º estado brasileiro por força da Lei Complementar nº 41 de 22 de dezembro de 1981 e assim conseguiu eleger três senadores, sendo que Odacir Soares teria o seu mandato renovado nas eleições de 1990, já seus companheiros de bancada deveriam disputar um novo mandato já em 1986.
| Estado              | Senador                                       | Partido | Suplente                                |
| ------------------- | --------------------------------------------- | ------- | --------------------------------------- |
| Acre                | Mário Maia                                    | PMDB    | Laélia de Alcântara                     |
| Alagoas             | Guilherme Palmeira                            | PDS     | João Lira                               |
| Amazonas            | Fábio Lucena                                  | PMDB    | Leopoldo Peres                          |
| Bahia               | Luís Viana Filho                              | PDS     | Luís Viana Neto                         |
| Ceará               | Virgílio Távora                               | PDS     | Afonso Sancho                           |
| Espírito Santo      | José Ignácio Ferreira                         | PMDB    | Berredo de Menezes                      |
| Goiás               | Mauro Borges                                  | PMDB    | Lázaro Barbosa                          |
| Maranhão            | João Castelo                                  | PDS     | Luís Fernando Freire                    |
| Mato Grosso         | Roberto Campos                                | PDS     | Gabriel Novis Neves                     |
| Mato Grosso do Sul  | Marcelo Miranda                               | PMDB    | Mendes Canale                           |
| Minas Gerais        | Itamar Franco                                 | PMDB    | Simão da Cunha                          |
| Pará                | Hélio Gueiros                                 | PMDB    | João Menezes                            |
| Paraíba             | Marcondes Gadelha                             | PDS     | Amir Gaudêncio                          |
| Paraná              | Álvaro Dias                                   | PMDB    | Leite Chaves                            |
| Pernambuco          | Marco Maciel                                  | PDS     | Nivaldo Machado                         |
| Piauí               | João Lobo                                     | PDS     | Bernardino Viana                        |
| Rio de Janeiro      | Saturnino Braga                               | PDT     | Adão Pereira Nunes                      |
| Rio Grande do Norte | Carlos Alberto                                | PDS     | Ulisses Potiguar                        |
| Rio Grande do Sul   | Carlos Chiarelli                              | PDS     | Alberto Hoffmann                        |
| Rondônia            | Claudionor Roriz Galvão Modesto Odacir Soares | PDS     | Alcides Paio Flávio Donin Eudes Lustosa |
| Santa Catarina      | Jorge Bornhausen                              | PDS     | Ivan Bonato                             |
| São Paulo           | Severo Gomes                                  | PMDB    | Almino Afonso                           |
| Sergipe             | Albano Franco                                 | PDS     | José Rollemberg                         |

## Deputados federais eleitos

### Bancadas por estado
A maior bancada coube ao PDS, que ocupou 235 assentos dos 479 possíveis elegendo representantes em todas as unidades federativas vindo a seguir o PMDB com 200 vagas. Completam o escore o PDT com 23 deputados graças ao cabedal político de Leonel Brizola, o PTB com 13 e o PT com 8 parlamentares. Percentualmente o governo conquistou quase metade das vagas.
São do PDS os campeões de votos: a maior votação nominal do país coube a Paulo Maluf e a proporcional a Augusto Franco. O partido governista levou ainda à Câmara dos Deputados nomes como Manoel Novaes, que conquistou o décimo segundo mandato consecutivo, e Fernando Collor, futuro presidente da República. Do PMDB vieram Dante de Oliveira, autor da emenda que restaurava o voto direto para presidente da República, e Ulysses Guimarães, liderança da campanha das Diretas Já. Os demais partidos elegeram figuras ligadas ao meio artístico como Agnaldo Timóteo (PDT-RJ), Moacyr Franco (PTB-SP), Roberto Jefferson (PTB-RJ) e Bete Mendes (PT-SP). Nove deputados foram ungidos prefeitos de capitais em 1985, e em 1986 cinco foram eleitos governadores e quinze triunfaram para senador.
Apenas o Distrito Federal e o Território Federal de Fernando de Noronha não elegeram deputados federais.
| UF                  | PDS    | PMDB   | PDT   | PTB   | PT    | Total |
| ------------------- | ------ | ------ | ----- | ----- | ----- | ----- |
| Acre                | 04     | 04     |       |       |       | 08    |
| Alagoas             | 05     | 03     |       |       |       | 08    |
| Amapá               | 04     |        |       |       |       | 04    |
| Amazonas            | 04     | 04     |       |       |       | 08    |
| Bahia               | 25     | 14     |       |       |       | 39    |
| Ceará               | 17     | 05     |       |       |       | 22    |
| Espírito Santo      | 04     | 05     |       |       |       | 09    |
| Goiás               | 05     | 11     |       |       |       | 16    |
| Maranhão            | 14     | 03     |       |       |       | 17    |
| Mato Grosso         | 04     | 04     |       |       |       | 08    |
| Mato Grosso do Sul  | 04     | 04     |       |       |       | 08    |
| Minas Gerais        | 26     | 27     |       |       | 01    | 54    |
| Pará                | 07     | 08     |       |       |       | 15    |
| Paraíba             | 07     | 05     |       |       |       | 12    |
| Paraná              | 14     | 20     |       |       |       | 34    |
| Pernambuco          | 14     | 12     |       |       |       | 26    |
| Piauí               | 06     | 03     |       |       |       | 09    |
| Rio de Janeiro      | 14     | 10     | 16    | 05    | 01    | 46    |
| Rio Grande do Norte | 05     | 03     |       |       |       | 08    |
| Rio Grande do Sul   | 13     | 12     | 07    |       |       | 32    |
| Rondônia            | 05     | 03     |       |       |       | 08    |
| Roraima             | 04     |        |       |       |       | 04    |
| Santa Catarina      | 08     | 08     |       |       |       | 16    |
| São Paulo           | 16     | 30     |       | 08    | 06    | 60    |
| Sergipe             | 06     | 02     |       |       |       | 08    |
| Total               | 235    | 200    | 23    | 13    | 08    | 479   |
| Percentual          | 49,06% | 41,75% | 4,80% | 2,72% | 1,67% | 100%  |

### Resumo da votação
Os eleitores radicados no Distrito Federal tiveram seus votos remetidos aos seus estados de origem.
| Unidade federativa  | Universo de eleitores para deputado federal | Universo de eleitores para deputado federal | Universo de eleitores para deputado federal | Universo de eleitores para deputado federal | Universo de eleitores para deputado federal | Universo de eleitores para deputado federal | Universo de eleitores para deputado federal | Universo de eleitores para deputado federal |
| Unidade federativa  | Comparecimentos                             | Comparecimentos                             | Comparecimentos                             | Comparecimentos                             | Comparecimentos                             | Comparecimentos                             | Abstenções                                  | Total                                       |
| Unidade federativa  | Votos válidos                               | Votos válidos                               | Votos válidos                               | Votos válidos                               | Votos nulos                                 | Total                                       | Abstenções                                  | Total                                       |
| Unidade federativa  | Votos nominais                              | Votos em legenda                            | Votos em branco                             | Total                                       | Votos nulos                                 | Total                                       | Abstenções                                  | Total                                       |
| ------------------- | ------------------------------------------- | ------------------------------------------- | ------------------------------------------- | ------------------------------------------- | ------------------------------------------- | ------------------------------------------- | ------------------------------------------- | ------------------------------------------- |
| Acre                | 73.570                                      | 400                                         | 6.628                                       | 80.598                                      | 5.958                                       | 86.556                                      | 28.918                                      | 115.474                                     |
| Alagoas             | 462.612                                     | 2.277                                       | 62.206                                      | 527.095                                     | 36.967                                      | 564.062                                     | 170.356                                     | 734.418                                     |
| Amapá               | 48.148                                      | 474                                         | 1.392                                       | 50.014                                      | 2.360                                       | 52.374                                      | 17.325                                      | 69.699                                      |
| Amazonas            | 348.081                                     | 398                                         | 31.295                                      | 379.774                                     | 21.351                                      | 401.125                                     | 146.657                                     | 547.782                                     |
| Bahia               | 2.555.967                                   | 17.103                                      | 394.749                                     | 2.967.819                                   | 179.416                                     | 3.147.235                                   | 1.138.687                                   | 4.285.922                                   |
| Ceará               | 1.688.597                                   | 13.143                                      | 178.354                                     | 1.880.094                                   | 76.653                                      | 1.956.747                                   | 473.112                                     | 2.429.859                                   |
| Espírito Santo      | 701.808                                     | 546                                         | 89.639                                      | 791.993                                     | 33.941                                      | 825.934                                     | 137.082                                     | 963.016                                     |
| Goiás               | 1.341.955                                   | 7.531                                       | 156.216                                     | 1.505.702                                   | 54.718                                      | 1.560.420                                   | 502.708                                     | 2.063.128                                   |
| Maranhão            | 884.838                                     | 2.298                                       | 122.418                                     | 1.009.554                                   | 47.558                                      | 1.057.112                                   | 390.466                                     | 1.447.578                                   |
| Mato Grosso         | 356.411                                     | 4.652                                       | 43.991                                      | 405.054                                     | 25.256                                      | 430.310                                     | 150.173                                     | 580.483                                     |
| Mato Grosso do Sul  | 474.742                                     | 5.740                                       | 50.654                                      | 531.136                                     | 22.334                                      | 553.470                                     | 198.859                                     | 752.329                                     |
| Minas Gerais        | 4.869.382                                   | 13.635                                      | 704.738                                     | 5.587.755                                   | 235.786                                     | 5.823.541                                   | 915.338                                     | 6.738.879                                   |
| Pará                | 896.369                                     | 5.820                                       | 117.638                                     | 1.019.827                                   | 79.967                                      | 1.099.794                                   | 375.215                                     | 1.475.009                                   |
| Paraíba             | 834.603                                     | 1.205                                       | 87.205                                      | 923.013                                     | 41.239                                      | 964.252                                     | 311.361                                     | 1.275.613                                   |
| Paraná              | 2.720.968                                   | 20.183                                      | 352.216                                     | 3.093.367                                   | 116.383                                     | 3.209.750                                   | 934.560                                     | 4.144.310                                   |
| Pernambuco          | 1.679.855                                   | 13.529                                      | 164.974                                     | 1.858.358                                   | 94.858                                      | 1.953.216                                   | 589.719                                     | 2.542.935                                   |
| Piauí               | 654.639                                     | 858                                         | 83.111                                      | 738.608                                     | 39.815                                      | 778.423                                     | 192.465                                     | 970.888                                     |
| Rio de Janeiro      | 4.651.993                                   | 27.886                                      | 487.662                                     | 5.167.541                                   | 273.125                                     | 5.440.666                                   | 811.863                                     | 6.252.529                                   |
| Rio Grande do Norte | 649.876                                     | 2.877                                       | 67.066                                      | 719.819                                     | 29.579                                      | 749.398                                     | 206.534                                     | 955.932                                     |
| Rio Grande do Sul   | 3.175.344                                   | 9.727                                       | 505.344                                     | 3.690.415                                   | 108.598                                     | 3.799.013                                   | 479.030                                     | 4.278.043                                   |
| Rondônia            | 162.226                                     | 1.850                                       | 10.820                                      | 174.896                                     | 11.053                                      | 185.949                                     | 47.463                                      | 233.412                                     |
| Roraima             | 26.193                                      | 62                                          | 983                                         | 27.238                                      | 1.265                                       | 28.503                                      | 8.769                                       | 37.272                                      |
| Santa Catarina      | 1.617.523                                   | 6.536                                       | 155.782                                     | 1.779.841                                   | 51.970                                      | 1.831.811                                   | 275.701                                     | 2.107.512                                   |
| São Paulo           | 9.753.470                                   | 24.753                                      | 1.368.137                                   | 11.146.360                                  | 451.625                                     | 11.597.985                                  | 1.546.033                                   | 13.144.018                                  |
| Sergipe             | 321.857                                     | 1.517                                       | 43.466                                      | 366.840                                     | 16.684                                      | 383.524                                     | 87.024                                      | 470.548                                     |

## Deputados estaduais eleitos
O quadro a seguir apresenta a composição das Assembleias Legislativas nos 23 estados brasileiros. O número de deputados estaduais correspondia ao triplo de deputados federais e, atingido o número de 36 vagas, seriam acrescidas tantas quantas fossem as cadeiras acima de doze.
| UF                  | PDS    | PMDB   | PDT   | PTB   | PT    | Soma |
| ------------------- | ------ | ------ | ----- | ----- | ----- | ---- |
| Acre                | 11     | 12     |       |       | 01    | 24   |
| Alagoas             | 15     | 09     |       |       |       | 24   |
| Amazonas            | 11     | 13     |       |       |       | 24   |
| Bahia               | 40     | 23     |       |       |       | 63   |
| Ceará               | 34     | 12     |       |       |       | 46   |
| Espírito Santo      | 11     | 16     |       |       |       | 27   |
| Goiás               | 13     | 27     |       |       |       | 40   |
| Maranhão            | 33     | 08     |       |       |       | 41   |
| Mato Grosso         | 13     | 11     |       |       |       | 24   |
| Mato Grosso do Sul  | 12     | 12     |       |       |       | 24   |
| Minas Gerais        | 37     | 40     |       |       | 01    | 78   |
| Pará                | 19     | 20     |       |       |       | 39   |
| Paraíba             | 22     | 14     |       |       |       | 36   |
| Paraná              | 24     | 34     |       |       |       | 58   |
| Pernambuco          | 28     | 22     |       |       |       | 50   |
| Piauí               | 17     | 10     |       |       |       | 27   |
| Rio de Janeiro      | 21     | 16     | 24    | 07    | 02    | 70   |
| Rio Grande do Norte | 15     | 09     |       |       |       | 24   |
| Rio Grande do Sul   | 23     | 21     | 12    |       |       | 56   |
| Rondônia            | 15     | 09     |       |       |       | 24   |
| Santa Catarina      | 21     | 19     |       |       |       | 40   |
| São Paulo           | 22     | 42     |       | 11    | 09    | 84   |
| Sergipe             | 19     | 05     |       |       |       | 24   |
| Total               | 476    | 404    | 36    | 18    | 13    | 947  |
| Percentual          | 50,27% | 42,66% | 3,80% | 1,90% | 1,37% | 100% |

## Eleitorado por unidade federativa
As informações a seguir foram extraídas do Anuário Estatístico do Brasil, edição de 1984, disponível na Biblioteca do Instituto Brasileiro de Geografia e Estatística.
| Unidade Federativa  | Eleitorado | Percentual |
| ------------------- | ---------- | ---------- |
| São Paulo           | 13.144.018 | 22,42%     |
| Minas Gerais        | 6.738.879  | 11,50%     |
| Rio de Janeiro      | 6.252.529  | 10,67%     |
| Bahia               | 4.285.922  | 7,31%      |
| Rio Grande do Sul   | 4.278.043  | 7,30%      |
| Paraná              | 4.144.310  | 7,07%      |
| Pernambuco          | 2.542.935  | 4,34%      |
| Ceará               | 2.429.859  | 4,14%      |
| Santa Catarina      | 2.107.512  | 3,60%      |
| Goiás               | 2.063.128  | 3,52%      |
| Pará                | 1.475.009  | 2,52%      |
| Maranhão            | 1.447.578  | 2,47%      |
| Paraíba             | 1.275.613  | 2,18%      |
| Piauí               | 970.888    | 1,66%      |
| Espírito Santo      | 963.016    | 1,64%      |
| Rio Grande do Norte | 955.932    | 1,63%      |
| Mato Grosso do Sul  | 752.329    | 1,28%      |
| Alagoas             | 734.418    | 1,25%      |
| Mato Grosso         | 580.483    | 0,99%      |
| Amazonas            | 547.782    | 0,93%      |
| Sergipe             | 470.548    | 0,80%      |
| Rondônia            | 233.412    | 0,40%      |
| Acre                | 115.474    | 0,20%      |
| Amapá               | 69.699     | 0,12%      |
| Roraima             | 37.272     | 0,06%      |
| Total               | 58.616.588 | 100%       |

## Fonte de pesquisa
- Banco de dados da UERJ Acesso em 26 de maio de 2011.
- Acervo digital da Folha de S. Paulo Acesso em 28 de maio de 2011.
- Acervo digital da Veja Acesso em 28 de maio de 2011.